# Maroldsweisach
Maroldsweisach er en købstad (markt) i Landkreis Haßberge i Regierungsbezirk Unterfranken i den tyske delstat Bayern.

## Geografi
Maroldsweisach ligger i Region Main-Rhön ved udkanten af Naturpark Haßberge.
Kommunen omfatter ud over Maroldsweisach, landsbyerne Allertshausen, Altenstein, Birkenfeld, Dippach, Ditterswind, Dürrenried, Eckartshausen, Geroldswind, Gückelhirn, Gresselgrund, Hafenpreppach, Marbach, Pfaffendorf, Todtenweisach, Voccawind, Wasmuthhausen og Winhausen.